# Ormetica pauperis
Ormetica pauperis là một loài bướm đêm thuộc phân họ Arctiinae, họ Erebidae.